# Potsdam (tỉnh)
Bezirk Potsdam là một tỉnh (Bezirk) của Cộng hòa Dân chủ Đức. Trụ sở và thành phố chính là Potsdam.

## Lịch sử
Cùng với 13 tỉnh khác, tỉnh Potsdam được thành lập vào ngày 25 tháng 7 năm 1952, thay thế các bang cũ của Đức. Sau ngày 3 tháng 10 năm 1990, tỉnh bị bãi bỏ trong giai đoạn tái thống nhất nước Đức, trở thành một phần của bang Brandenburg.

## Địa lý

### Vị trí
Bezirk Potsdam, là tỉnh rộng nhất của CHDC Đức và là tỉnh duy nhất giáp với Tây Berlin, ngoài ra, tỉnh giáp với Đông Berlin và các Bezirke Schwerin, Neubrandenburg, Frankfurt (Oder), Cottbus, Halle và Magdeburg.

### Phân cấp
Bezirk được phân thành 17 kreise: 2 quận (Stadtkreise) và 15 huyện (Landkreise): 
- Quận: Brandenburg an der Havel; Potsdam.
- Huyện: Belzig; Brandenburg; Gransee; Jüterbog; Königs Wusterhausen; Kyritz; Luckenwalde; Nauen; Neuruppin; Oranienburg; Potsdam; Pritzwalk; Rathenow; Wittstock; Zossen.